# 赫爾辛基球會
赫爾辛基球會（芬蘭語：Helsingin Palloseura，簡稱HPS），通稱為HPS赫爾辛基，是一家位於芬蘭首都赫爾辛基的球类體育會，於1917年成立，體育會活躍於包括班迪球、冰球、足球、手球和籃球在內的多項運動。

## 足球
HPS赫爾辛基足球隊於1918年9月與HIFK足球會進行第一場比賽，三年後的1921年，球隊贏得他們的第一個芬蘭足球冠軍，1922年、1926年、1927年和1929年亦贏得冠軍。球隊的黃金時代是在1930年代，當時HPS赫爾辛基贏得三個冠軍（1932年、1934年、1935年）。此時的成功也得到了眾多球員入選代表芬蘭國家隊。在1940－41年賽季，HPS赫爾辛基在聯賽排名墊底而降級，在1943－44年賽季又回到頂級聯賽；1949年再次降級，直到1956年才再次參加頂級聯賽。
HPS赫爾辛基最後一次贏得頂級聯賽冠軍是在1957年，一年後HPS赫爾辛基與古比斯爭奪冠軍，雙方積分同時得到26分，需要進行冠軍附加賽，HPS赫爾辛基在比賽中加時階段以0-1衛冕失敗。HPS赫爾辛基直到1964年再次降級，這是球隊最後一次參加頂級聯賽。

## 冰球
HPS赫爾辛基曾經在芬蘭冰球錦標賽（SM-sarja）效力五個賽季（1928、1929、1932、1933 和 1934）。

## 球會榮譽
- 芬蘭足球錦標賽

 冠軍 (5)：1921, 1922, 1926, 1927, 1929, 1932, 1934, 1935, 1957
- 芬蘭盃

 冠軍 (5)： 1962

## 外部鏈接
- （芬蘭語） 官方网站
- （芬蘭語） Suomen Cup